# 下日出谷東
下日出谷東（しもひでやひがし）は、埼玉県桶川市の町名。現行行政地名は下日出谷東一丁目から三丁目。住居表示未実施。郵便番号363-0029。

## 地理
埼玉県の中央地域（県央地域）で、桶川市南部の大宮台地上に位置する。全域が土地区画整理事業により造成されており、宅地化が進んでいる。境界線は南部を中心に複雑に錯綜している。地区の南端で上尾市泉台と僅かに隣接する。

## 歴史
- 2021年（令和3年）9月18日 - 下日出谷東特定土地区画整理事業の完了に伴い換地処分が実施され[5]、大字下日出谷字東耕地、東、西（一部）、高井（一部）から下日出谷東一丁目〜三丁目が成立[6]。

## 世帯数と人口
2022年（令和4年）1月1日現在の世帯数と人口は以下の通りである。
| 丁目             | 世帯数  | 人口    |
| ---------------- | ------- | ------- |
| 下日出谷東一丁目 | 253世帯 | 649人   |
| 下日出谷東二丁目 | 134世帯 | 395人   |
| 下日出谷東三丁目 | 92世帯  | 213人   |
| 計               | 479世帯 | 1,257人 |

## 小・中学校の学区
市立小・中学校に通う場合、学区は以下の通りとなる。
| 丁目             | 番地 | 小学校               | 中学校             |
| ---------------- | ---- | -------------------- | ------------------ |
| 下日出谷東一丁目 | 全域 | 桶川市立桶川西小学校 | 桶川市立桶川中学校 |
| 下日出谷東二丁目 | 全域 | 桶川市立桶川西小学校 | 桶川市立桶川中学校 |
| 下日出谷東三丁目 | 全域 | 桶川市立桶川西小学校 | 桶川市立桶川中学校 |

## 交通
地区内に鉄道は敷設されていない。最寄り駅は高崎線桶川駅である。

### 道路
- 埼玉県道12号川越栗橋線
- 埼玉県道57号さいたま鴻巣線 - 地区最南端で僅かに掠めている。

### バス
- 東武バスウエスト
- 市内循環バス「べにばなGO」

## 施設
- ベニバナウォーク桶川
- 桶川市鴨川保育所